# Сент Луис (кораб)
„Сент Луис“ (на немски: St. Louis) е германски пътнически кораб.
Произведен е в корабостроителницата „Бремер Вулкан“, Бремен през 1925 – 1929 година. Използван е за пътнически превози от хамбургската компания „Хамбург Американише Пакетфарт“.
Корабът е известен със свое пътуване от 1939 година, при което неговият капитан Густав Шрьодер прави неуспешен опит да прехвърли в Куба, Съединените щати или Канада над 900 бежанци от Германия, главно евреи, но е принуден да ги върне в Европа, където четвърт от тях загиват през следващите години.
По време на Втората световна война „Сент Луис“ е тежко повреден от самолетни бомбардировки, но е ремонтиран и известно време се използва като плаващ хотел в Хамбург. През 1952 година е разглобен за скрап.